# Armin Rost
Armin Rost (* 13. März 1943 in Stuttgart) ist ein deutscher Urologe.

## Leben
Nach dem Abitur in Stuttgart-Zuffenhausen studierte Rost ab 1962 an den Universitäten Frankfurt am Main, Tübingen, Wien, Hamburg und Heidelberg Medizin. In Heidelberg legte er 1969 sein Staatsexamen ab und promovierte zum Dr. med. Als Assistenzarzt arbeitete er in der Urologie bei Wilhelm Brosig am Klinikum Steglitz. 1975 wurde Rost Facharzt, 1976 Assistenzprofessor und Oberarzt, 1978 habilitierte er sich und wurde Privatdozent. 1983 wurde er zum Professor für das Fach Urologie ernannt.
1982 wechselte Rost als Chefarzt der Urologie an das Bonifatius Hospital Lingen, wo er bis zum Eintritt in den Ruhestand 2008 blieb. Von 1999 bis 2002 war er ärztlicher Direktor des Krankenhauses.
Zwischen 1988 und 2008 war Rost siebenmal auf mehrwöchigen Einsätzen des Komitee Ärzte für die Dritte Welt (heute German Doctors) auf den Philippinen, in Bangladesch, in Kolumbien, in Indien und in Kenia. Nach dem Eintritt in den Ruhestand machte sich Rost in zahlreichen Einsätzen unter anderem um die Ausbildung von urologischen Ärzten und Pflegekräften in Nepal und Ghana verdient. Finanzielle Mittel mobilisierte er vor allem mithilfe der Rotarier, deren aktives Mitglied Rost ist.
Armin Rost erhielt 2009 das Bundesverdienstkreuz am Bande und 2017 die Ehrenplakette der Ärztekammer Niedersachsen. 2019 wurde er mit der Paracelsus-Medaille der deutschen Ärzteschaft ausgezeichnet.

„Sein herausragendes Engagement und sein großer humanitärer Einsatz zeugen von Rosts vorbildlicher Haltung als Arzt, womit er sich um das Gesundheitswesen, das Ansehen seines Berufsstandes und das Gemeinwohl in der Bundesrepublik Deutschland in hervorragender Weise verdient gemacht hat.“